# 3493 Степанов
3493 Степанов (енгл. 3493 Stepanov) је астероид главног астероидног појаса чија средња удаљеност од Сунца износи 2,204 астрономских јединица (АЈ).
Апсолутна магнитуда астероида је 13,4.